# Бей-Лейк (Флорида)
Бей-Лейк (англ. Bay Lake) — місто (англ. city) в США, в окрузі Орандж штату Флорида. Населення — 29 осіб (2020).

## Географія
Бей-Лейк розташований за координатами 28°23′20″ пн. ш. 81°34′43″ зх. д. / 28.38889° пн. ш. 81.57861° зх. д. (28.388914, -81.578578).  За даними Бюро перепису населення США в 2010 році місто мало площу 59,13 км², з яких 55,66 км² — суходіл та 3,47 км² — водойми.

## Демографія
Згідно з переписом 2010 року, у місті мешкало 47 осіб у 17 домогосподарствах у складі 15 родин. Густота населення становила 1 особа/км².  Було 17 помешкань (0/км²).
Расовий склад населення:
| - 89,4 % — білих - 6,4 % — азіатів |

До двох чи більше рас належало 4,3 %. Частка іспаномовних становила 17,0 % від усіх жителів.
За віковим діапазоном населення розподілялося таким чином: 17,0 % — особи молодші 18 років, 61,7 % — особи у віці 18—64 років, 21,3 % — особи у віці 65 років та старші. Медіана віку мешканця становила 46,5 року. На 100 осіб жіночої статі у місті припадало 95,8 чоловіків;  на 100 жінок у віці від 18 років та старших — 116,7 чоловіків також старших 18 років.
Цивільне працевлаштоване населення становило 12 осіб. Основні галузі зайнятості: освіта, охорона здоров'я та соціальна допомога — 50,0 %, мистецтво, розваги та відпочинок — 41,7 %, фінанси, страхування та нерухомість — 8,3 %.